# Emanuel Ax

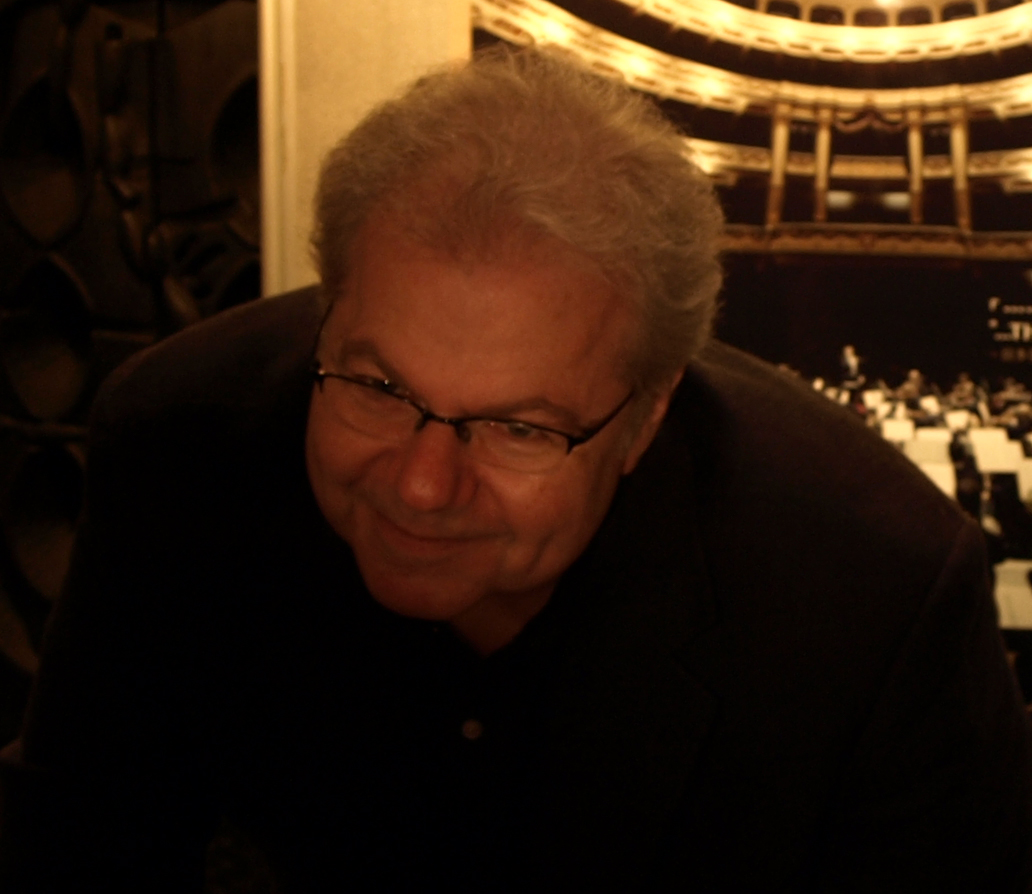
Emanuel Ax (2009)

Emanuel Ax (Lviv (Oekraïne), 8 juni 1949) is een Amerikaans pianist.
Zijn ouders, Joachim en Hellen Ax, waren Poolse Joden en hebben beiden een naziconcentratiekamp overleefd. Emanuel begon met pianolessen toen hij zes jaar oud was; zijn vader was zijn eerste leraar. Toen hij acht was verhuisde het gezin eerst naar Warschau en twee jaar later naar Winnipeg (Canada). Hij ging daar naar The Junior Musical Club of Winnipeg voor verdere lessen. In 1961 verhuisde het gezin weer, ditmaal naar New York waar Emanuel zijn studie voortzette aan de Juilliard School bij Mieczysław Munz. In 1970 verwierf hij zijn bachelor-diploma in Frans aan de Columbia University en werd Amerikaans staatsburger.
Ax is een groot aanhanger van eigentijdse klassieke muziek en is de laatste jaren bij drie wereldpremières betrokken geweest; Century Rolls van John Adams, Seeing van Christopher Rouse en Red Silk Dance van Bright Sheng. Hij voert regelmatig werk uit van componisten zoals Michael Tippett, Hans Werner Henze, Joseph Schwantner en Paul Hindemith, maar ook meer traditionele klassieke muziek van bijvoorbeeld Beethoven, Mozart en Chopin staat op het repertoire van Ax.
Emanual Ax trad regelmatig op met cellist Yo-Yo Ma alsook in een kwartet met Isaac Stern, Jaime Laredo en Yo-Yo Ma. Dit kwartet werd ontbonden in 2001 als gevolg van het overlijden van Stern; zij maakten opnamen voor Sony met werken van Brahms, Fauré, Beethoven, Schumann en Mozart. Ax is ook te zien in een documentaire over het Toronto Symphony Orchestra en Peter Oundjian, Five Days in September; the Rebirth of an Orchestra (geproduceerd door Rhombus films).
Ax is ook regelmatig te gast in het Concertgebouw in Amsterdam. In november 2014 speelde hij in het Concertgebouw de twee pianoconcerten van Brahms met het Chamber Orchestra of Europe onder leiding van Bernard Haitink. In juli 2015 bracht hij de première van een nieuw pianoconcert van de Nederlandse componist Robert Zuidam op het Tanglewood Festival of Contemporary Music (Mass.USA). In juni 2016 speelde hij met het Koninklijk Concertgebouworkest onder leiding van François-Xavier Roth het vierde pianoconcert van Ludwig van Beethoven. In januari 2024 stond het 17e pianoconcert van Mozart op de lessenaars; de dirigent van het Concertgebouworkest was Myung-whun Chung.

## Prijzen en onderscheidingen
- 1974 - Arthur Rubinstein Internationale Pianocompetitie in Tel Aviv
- 1979 - Avery Fisher Prize in New York
- Award of Excellence van The International Center in New York

Grammy Award voor de beste kamermuziekuitvoering:
- Emanuel Ax & Yo-Yo Ma voor de opname van Brahms: Cello en pianosonates in e mineur en F (1986)
- Emanuel Ax & Yo-Yo Ma voor de opname van Beethoven: Cello en pianosonate nr. 4 in C & Variaties (1987)
- Emanuel Ax, Jaime Laredo, Yo-Yo Ma & Isaac Stern, voor de opname van Brahms: Pianokwartetten (Op. 25 en 26) (1992)
- voor zijn opname met Yo-Yo Ma van Brahms: Sonates voor cello & piano (1993)
- voor zijn opname met Yo-Yo Ma & Richard Stoltzman van Brahms/Beethoven/Mozart: klarinettrio's (1996)

Grammy Award voor de beste instrumentale solistische uitvoering (zonder orkest):
- voor zijn opname van Haydn: Pianosonates, nrs. 32, 47, 53, 59 (1995)
- voor zijn opname van Haydn: Pianosonates nrs. 29, 31, 34, 35 & 49 (2004)

De Nederlandse VSCD Klassieke Muziekprijs in de categorie Beste individuele prestatie (2010)